# 泰爾尼夫卡 (新米科拉伊夫卡市鎮)
47°54′58″N 35°53′20″E / 47.91611°N 35.88889°E
泰爾尼夫卡（烏克蘭語：Тернівка）是位於烏克蘭東南部的村莊，由扎波羅熱州扎波羅熱区的新米科拉伊夫卡市鎮負責管轄。該村面積8.8平方公里，海拔高度93米，2001年人口137，人口密度每平方公里15.6人。